# Palazzolo dello Stella
Palazzolo dello Stella é uma comuna italiana da região do Friuli-Venezia Giulia, província de Udine, com cerca de 3.036 habitantes. Estende-se por uma área de 34 km², tendo uma densidade populacional de 89 hab/km². Faz fronteira com Latisana, Marano Lagunare, Muzzana del Turgnano, Pocenia, Precenicco, Ronchis, Teor.

## Demografia
| Variação demográfica do município entre 1861 e 2011                               |
|                                                                                   |
| Fonte: Istituto Nazionale di Statistica (ISTAT) - Elaboração gráfica da Wikipedia |